# Diplectrona castanea
Diplectrona castanea là một loài Trichoptera trong họ Hydropsychidae. Chúng phân bố ở miền Australasia.